# Савели (род)
Савели (на италиански: Savelli, de Sabellis) е богата и влиятелна италианска благородническа фамилия от Рим. Става известна през 13 век. Най-известен член на рода е Джакомо Савели, от 1285 до 1287 г. като папа Хонорий IV
Фамилията има собствености в Паломбара Сабина. През 1221 г. Савелите притежават замък Кастел Гандолфо.

## Известни
- Хонорий III (ок. 1165 – 1227), папа, син на Аимерикус ди Сабело [1]
- Хонорий IV (Джакомо Савели) (1210 – 1287), папа от 1285 до 1287, син на римския сенатор Лука Савели (1190 – 1266) и Джована Ванна Алдобрандеска [2]
- Бертнардо Савели († ок. 1222), кардинал 1216 [3]
- Джовани Батиста Савели (1422 – 1498), кардинал 1480
- Фабрицио Савели (1607 – 1659)
- Джулио Савели (1574 – 1644), кардинал 1615
- Силвио Савели (кардинал) (1550 – 1599), 1582 архиепископ на Росано, от 1594 титл. патриарх на Константинополска латинска патриаршия, кардинал 1596
- Доменико Савели (1792 – 1864), кардинал 1853

- Силвио Савели († 1515), италиански кондотиер
- Кристофоро Савели Луиджия († 1548 в Рим), син на Антонело Савели, синьор на Албано (1511 –1547) и Вирджиния Орсини, женен за Клариче († 1581), дъщеря на Роберто Строци
- Софонисба Савели († 16 ноември 1618 в Рим), дъщеря на Онорио Савели и Камила Орсини дей Монтеротондо, [4] омъжена за Леоне (1555 - 1632), син на Роберто Строци